# Tetragonoderus fasciatus
Tetragonoderus fasciatus är en skalbaggsart som beskrevs av Samuel Stehman Haldeman. Tetragonoderus fasciatus ingår i släktet Tetragonoderus och familjen jordlöpare. Inga underarter finns listade i Catalogue of Life.

## Bildgalleri

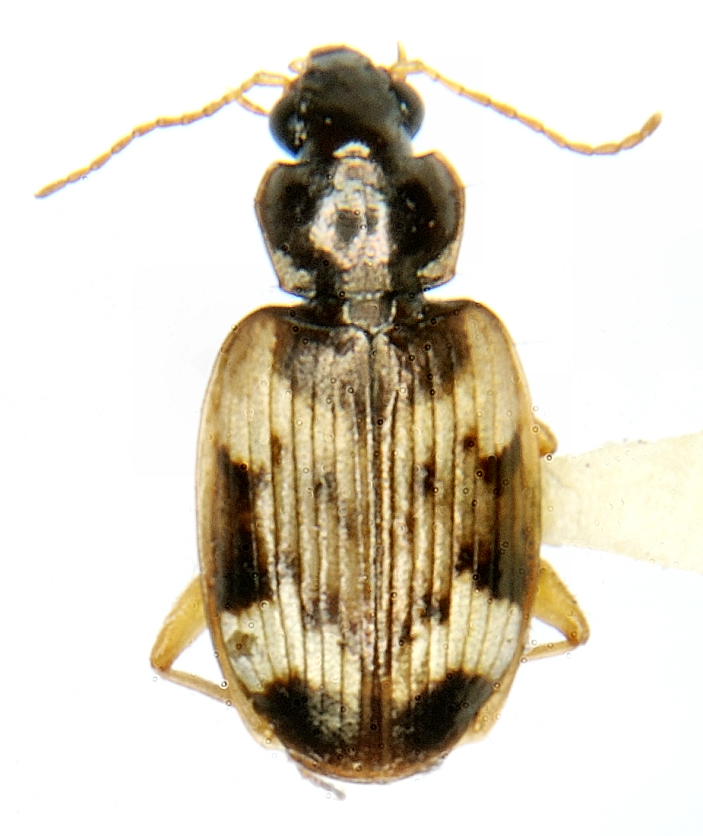